# エルギス・クチ
エルギス・クチ（Ergys Kuçi 、1993年10月29日 - ）は、アルバニア・ヴロラ出身のプロサッカー選手。アルバニア・ファーストディビジョン・オリク所属。ポジションは、ディフェンダー。